# Trận Hiệp Hòa
Trận Hiệp Hòa là một trận đánh nhỏ trong chiến tranh Việt Nam. Vào đêm ngày 22 tháng 11 năm 1963, ước tính có khoảng 500 binh lính Quân Giải phóng miền Nam Việt Nam tràn ngập Trại Biệt kích Hiệp Hòa, khiến 4 lính Mỹ mất tích. Các đơn vị biệt kích Việt Nam Cộng hòa và biệt kích quân Mỹ đã chống trả mãnh liệt nhờ sử dụng súng máy nhưng bị áp đảo trước sự xuất hiện của đơn vị súng cối thuộc Quân đội Nhân dân Việt Nam. Đây là trại Dân sự chiến đấu (CIDG) đầu tiên bị tàn phá trong chiến tranh. Isaac Camacho, một trong bốn người Mỹ mất tích, về sau trở thành người Mỹ đầu tiên trốn thoát khỏi trại tù binh của Quân Giải phóng miền Nam Việt Nam.